# Sony Xperia L2

Sony Xperia L2 —  це Android смартфон виробництва Sony Mobile Communications. Цей пристрій, Він є частиною серії Xperia бюджетного рівня від Sony, були представлені на щорічному заході Consumer Electronics Show 8 січня 2018 року, разом із Xperia XA2 і XA2 Ultra. 12 січня розпочався передзамовлення пристрою у США і Великій Британії, де користувачам мали тоді доставити телефон вже 22 січня. Продажі смартфона розпочалися 27 січня 2018 року у Великій Британії, за ціною у £199 з урахуванням податків. 

## Дизайн
Xperia L2 виконаний із повністю матового пластикового корпусу. За зовнішнім виглядом лишається відповідним до фірмового стилю Sony — прямокутний корпус з гострими кутами. Він є один із останніх смартфонів з таким дизайном від Sony, після нього був лише XA2 Ultra. Рамки зверху та знизу лишилися досить великими, бокові ж рамки майже відсутні. Лоток для SIM-карти і MicroSD присутній на лівій частині пристрою, у вигляді заглушки, що дозволяє її відкрити без допоміжних речей накшталт голки. Кнопка живлення і регулятор гучності розташовані на правій стороні пристрою, а аудіороз’єм 3,5 мм для навушників разом з мікрофоном — у верхній частині. У дизайні Sony Xperia L2 відбулися помітні зміни на задній панелі, сканер відбитків пальців перенесено на задню панель під камерою, яка тепер зверху по центрі, зліва камери  – світлодіодний спалах. На нижньому краю є основний мікрофон, динамік і порт USB-C. Фронтальна камера, індикатор сповіщень і різні датчики розміщені у верхній панелі, нижня пустує. Екран захищений склом Corning Gorilla Glass 4. На ринку смартфон представлений у 3 кольорах: чорний, золотий, рожевий.

## Технічні характеристики

### Апаратне забезпечення
Sony Xperia L2 побудований на тому ж SoC що і попередник Mediatek MT6737T Cortex-A53 з частотою 1.45 ГГц. і графічним процесором Mali-T720MP2. Він доступний з 3 ГБ оперативної пам’яті та 32 ГБ постійної пам’яті. Розширення карти MicroSD підтримується до 256 ГБ за допомогою однієї або гібридної двох SIM-карт. Дисплей ідентичний L1, із 5,5-дюймовим 720p (720 × 1280) IPS LCD-дисплеєм, що забезпечує щільність пікселів 267 ppi. L2 має акумулятор ємністю 3300 мА·г, що набагато більше, ніж у його попередника, який можна заряджати через порт USB-C. На задній панелі є камера на 13 Мп і фронтальна має сенсор на 8 Мп.

### Програмне забезпечення
На Xperia L2 попередньо встановлено Android 7.1.1 «Nougat» із користувацьким інтерфейсом і програмним забезпеченням Sony. 